# 팬텀 (뮤지컬)
《팬텀》(Phantom)은 가스통 르루의 소설 《오페라의 유령》을 토대로 만들어진 뮤지컬이다. 대본은 아서 코핏(Arthur Kopit)이 작성했으며, 음악과 가사는 모리 예스톤(Maury Yeston)이 만들었다. 뮤지컬 《오페라의 유령》과는 다르게 스토리 진행의 초점이 팬텀에게 맞춰져 있다.
대한민국에서는 2015년 4월 28일부터 7월 26일까지 초연된 뮤지컬이다.
《오페라의 유령》이라고 하면 일반적으로 떠올리는 넘버 'The Phantom of the Opera'는 《팬텀》에는 사용되지 않지만, 대신 한국 《팬텀》만을 위한 넘버 '이렇게 그대 품에'가 있다. 

## 캐스팅
- 팬텀 역 - 류정한, 박효신, 카이, 박은태, 전동석, 정성화, 임태경, 규현(슈퍼주니어),
- 크리스틴 다에 역 - 임선혜, 임혜영, 김순영, 김지유, 김소현, 이지혜, 김유진, 송은혜, 장혜린
- 마담 카를로타 역 - 신영숙, 홍륜희, 정영주, 김영주, 김수, 리사, 전수미, 윤사봉
- 제라드 카리에르 역 - 박철호, 이정열, 이희정, 윤영석, 홍경수, 민영기